# Пети Вердо
Пети Вердо (на френски: Petit verdot) е червен винен сорт грозде, отглеждан основно в района на Бордо, Франция (380 ха). Разпространен е и в Испания, Италия, Чили (140 ха), Аржентина, Венецуела, Нова Зеландия, Австралия (1600 ха), Южна Африка, САЩ и др.
Познат е и с наименованията: Bouton, Carmelin, Heran, Lambrusquet Noir, Petit Verdau, Petit Verdot Noir, Verdot and Verdot Rouge и др.
Средно зреещ сорт, узрява в средата на септември. Лозите се отличават със среден растеж и дават ниски добиви. Средно устойчив на оидиум.
Гроздът е малък до среден, цилиндрично-коничен или коничен, рехав. Зърната са дребни, закръглени, черни на цвят, покрити с дебел восъчен налеп. Кожицата е дебела и груба. Месото е сочно. Сокът е безцветен.
Захарното съдържание е 17 – 20 г/100 см3, съдържанието на киселини 4 – 5 г/дм3. Вината направени от Пети Вердо са с висока плътност, с тъмен, дълбок цвят, високи танини и алкохол, както и специфичните пикантни тонове. Традиционно се използва за да придава по-добър цвят, аромат и танини към купажните вина на Бордо.